# Semiothisa fissinotata
Semiothisa fissinotata är en fjärilsart som beskrevs av Walker 1862. Semiothisa fissinotata ingår i släktet Semiothisa och familjen mätare. Inga underarter finns listade i Catalogue of Life.